# Helge Helgesen
Helge Helgesen (27 settembre 1912 – 14 maggio 1992) è stato un calciatore norvegese, di ruolo attaccante.

## Carriera

### Club
Helgesen giocò con la maglia del Lisleby.

### Nazionale
Conta una presenza e una rete per la Norvegia. Il 28 maggio 1933, infatti, fu schierato in campo nella sfida persa per 1-2 contro una selezione amatoriale gallese, partita in cui realizzò il gol della formazione scandinava.